# Liste der Countys in Oklahoma
| Der US-amerikanische Bundesstaat Oklahoma ist in 77 Countys unterteilt. Die offizielle Abkürzung des Staates Oklahoma lautet OK, der FIPS-Code ist 40. Der FIPS-Code für jedes einzelne County beginnt also stets mit 40, an die jeweils eine dreistellige Zahl angehängt wird. Die Angaben der Bevölkerungszahlen basieren auf der Volkszählung im Jahr 2010. | Cimarron Texas Beaver Harper Woods Al- falfa Grant Kay Osage Wash- ing- ton No- wa- ta Craig Ottawa Dela- ware Adair Sequoyah Le Flore Mc Curtain Choctaw Bryan Mar- shall Love Jeffer- son Cotton Tillman Jackson Har- mon Greer Beckham Roger Mills Ellis Wood- ward Major Garfield Noble Pawnee Creek Tulsa Rogers Mayes Wa- goner Chero- kee Musko- gee Has- kell Lati- mer Pushma- taha Atoka Johns- ton Carter Step- hens Co- manche Kiowa Washita Custer Dewey Blai- ne King- fisher Logan Payne Lin- coln Okfus- kee Ok- mul- gee Mc Intosh Pitts- burg Coal Ponto- toc Murray Garvin Mc Clain Grady Caddo Canadian Okla- homa Cleve- land Potta- wato- mie Se- mi- nole Hug- hes |

| County       | FIPS- Code | County Seat   | Gründung | Ursprung                                                    | Namensherkunft | Einwohner 2010 | Fläche    | Karte |
| ------------ | ---------- | ------------- | -------- | ----------------------------------------------------------- | --- | -------------- | --------- | ----- |
| Adair        | 001        | Stilwell      | 1907     | Land der Cherokee                                           | William Penn Adair (1830–1880) – Cherokeeführer und Oberst der Konföderierten | 22.683         | 1.485 km² |       |
| Alfalfa      | 003        | Cherokee      | 1907     | Woods County                                                | William „Alfalfa Bill“ Murray (1869–1956) – Präsident der Verfassunggebenden Versammlung und Gouverneur von Oklahoma                                                                   | 5.642          | 2.244 km² |       |
| Atoka        | 005        | Atoka         | 1907     | Land der Choctaw                                            | Atoka – Häuptling der Choctaw und einer der Mitunterzeichner des Vertrages von Dancing Rabbit Creek                                                                                    | 14.182         | 2.527 km² |       |
| Beaver       | 007        | Beaver        | 1890     | Originalcounty                                              | Beaver River | 5.636          | 4.700 km² |       |
| Beckham      | 009        | Sayre         | 1890     | Roger Mills County und Greer County                         | J. C. W. Beckham (1869–1940) – 35. Gouverneur von Kentucky (1900–1907) | 22.119         | 2.336 km² |       |
| Blaine       | 011        | Watonga       | 1892     | Teil der Cheyenne und Arapaho Reservation                   | James G. Blaine (1830–1893) – US-Senator (1876–1881) und Außenminister der USA (1881, 1889–1892)                                                                                       | 11.943         | 2.405 km² |       |
| Bryan        | 013        | Durant        | 1907     | Land der Choctaw                                            | William Jennings Bryan (1860–1925) – Außenminister der USA (1913–1915) | 42.416         | 2.343 km² |       |
| Caddo        | 015        | Anadarko      | 1901     | Originalcounty                                              | Konföderation der Caddo | 29.600         | 3.311 km² |       |
| Canadian     | 017        | El Reno       | 1889     | Unassigned Lands, Teil der Cheyenne und Arapaho Reservation | Canadian River | 115.541        | 2.322 km² |       |
| Carter       | 019        | Ardmore       | 1907     | Pickens County und Land der Chickasaw                       | Name einer der ersten weißen Siedlerfamilien | 47.557         | 2.129 km² |       |
| Cherokee     | 021        | Tahlequah     | 1907     | Land der Cherokee                                           | Volk der Cherokee | 46.987         | 1.941 km² |       |
| Choctaw      | 023        | Hugo          | 1907     | Land der Choctaw                                            | Volk der Choctaw | 15.205         | 1.995 km² |       |
| Cimarron     | 025        | Boise City    | 1907     | Beaver County und Oklahoma-Territorium                      | Cimarron River | 2.475          | 4.752 km² |       |
| Cleveland    | 027        | Norman        | 1889     | Unassigned Lands                                            | Grover Cleveland (1837–1908) – zweimaliger Präsident der USA (1885–1889 sowie 1893–1897)                                                                                               | 255.755        | 1.395 km² |       |
| Coal         | 029        | Coalgate      | 1907     | Land der Choctaw                                            | zahlreiche Kohlegruben im County | 5.925          | 1.338 km² |       |
| Comanche     | 031        | Lawton        | 1901     | Reservation der Kiowa, Comanche und Apache                  | Volk der Comanche | 124.098        | 2.769 km² |       |
| Cotton       | 033        | Walters       | 1912     | Comanche County, Big Pasture                                | Baumwolle (engl.: cotton) – die Grundlage der Wirtschaft in diesem Gebiet | 6.193          | 1.639 km² |       |
| Craig        | 035        | Vinita        | 1907     | Land der Cherokee                                           | Granville Craig – ein bekannter Farmer aus dem Volk der Cherokee | 15.029         | 1.972 km² |       |
| Creek        | 037        | Sapulpa       | 1907     | Land der Muskogee                                           | Volk der Muskogee, die auch Creek genannt wurden | 69.967         | 2.461 km² |       |
| Custer       | 039        | Arapaho       | 1892     | Cheyenne-Arapaho Reservation                                | George Armstrong Custer (1839–1876) – Kavallerieoffizier des US-Heeres im Bürgerkrieg und späteren Indianerkriegen                                                                     | 27.469         | 2.561 km² |       |
| Delaware     | 041        | Jay           | 1907     | Land der Cherokee                                           | Volk der Lenni Lenape, auch Delaware genannt | 41.487         | 1.912 km² |       |
| Dewey        | 043        | Taloga        | 1892     | Cheyenne-Arapaho Reservation                                | George Dewey (1837–1917) – Admiral der US-Marine | 4.810          | 2.589 km² |       |
| Ellis        | 045        | Arnett        | 1907     | Roger Mills und Woodward County                             | Abraham H. Ellis – Präsident der Verfassunggebenden Versammlung ("Constitutional Convention") von Oklahoma                                                                             | 4.151          | 3.190 km² |       |
| Garfield     | 047        | Enid          | 1893     | Land der Cherokee                                           | James A. Garfield (1831–1881) – 20. Präsident der USA (1881) | 60.580         | 2.741 km² |       |
| Garvin       | 049        | Pauls Valley  | 1907     | Land der Chickasaw                                          | Samuel Garvin – Stammesführer der Chickasaw | 27.576         | 2.077 km² |       |
| Grady        | 051        | Chickasha     | 1907     | Pontotoc, Caddo, Comanche und das ehemalige Pickens County  | Henry W. Grady (1851–1889) – Herausgeber der Atlanta Constitution | 52.431         | 2.850 km² |       |
| Grant        | 053        | Medford       | 1893     | Cherokee Outlet                                             | Ulysses S. Grant (1822–1885) – 18. Präsident der USA (1869–1877) | 4.527          | 2.592 km² |       |
| Greer        | 055        | Mangum        | 1890     | texanisches Anspruchsgebiet                                 | John Alexander Greer (1802–1855) – Vizegouverneur von Texas (1847–1851) | 6.239          | 1.656 km² |       |
| Harmon       | 057        | Hollis        | 1909     | Greer und Jackson County                                    | Judson Harmon (1846–1927) – Justizminister der USA (1895–1897) | 2.922          | 1.391 km² |       |
| Harper       | 059        | Buffalo       | 1907     | Woods und Woodward County                                   | Oscar G. Harper – Mitglied der Verfassunggebenden Versammlung ("Constitutional Convention") von Oklahoma                                                                               | 3.685          | 2.691 km² |       |
| Haskell      | 061        | Stigler       | 1907     | Land der Choctaw                                            | Charles N. Haskell (1860–1933) – erster Gouverneur von Oklahoma | 12.769         | 1.493 km² |       |
| Hughes       | 063        | Holdenville   | 1907     | Land der Muskogee                                           | W.C. Hughes – Mitglied der Verfassunggebenden Versammlung ("Constitutional Convention") von Oklahoma                                                                                   | 14.003         | 2.084 km² |       |
| Jackson      | 065        | Altus         | 1907     | Greer County                                                | Thomas Jonathan Jackson (1824–1863) genannt Stonewall – General des konföderierten Heeres.                                                                                             | 26.446         | 2.079 km² |       |
| Jefferson    | 067        | Waurika       | 1907     | Comanche County und zu einem Teil Land der Chickasaw        | Thomas Jefferson (1743–1826) – dritter Präsident der USA (1801–1809) | 6.472          | 1.965 km² |       |
| Johnston     | 069        | Tishomingo    | 1907     | Land der Chickasaw                                          | Douglas H. Johnston (1856–1939) – Stammesführer der Chickasaw | 10.957         | 1.665 km² |       |
| Kay          | 071        | Newkirk       | 1895     | cherokee Outlet                                             | Benannt nach dem Buchstaben "K" | 46.562         | 2.382 km² |       |
| Kingfisher   | 073        | Kingfisher    | 1890     | Unassigned Lands                                            | Kingfisher Creek | 15.034         | 2.326 km² |       |
| Kiowa        | 075        | Hobart        | 1901     | Land der Kiowa-Apachen                                      | Volk der Kiowa | 9.446          | 2.629 km² |       |
| Latimer      | 077        | Wilburton     | 1902     | Land der Choctaw                                            | James S. Latimer – Abgeordneter in Oklahoma | 11.154         | 1.870 km² |       |
| Le Flore     | 079        | Poteau        | 1907     | Land der Choctaw                                            | Greenwood LeFlore (1800–1865) – Häuptling der Choctaw | 50.384         | 4.116 km² |       |
| Lincoln      | 081        | Chandler      | 1891     | Originalcounty                                              | Abraham Lincoln (1809–1865) – 16. Präsident der USA (1861–1865) | 34.273         | 2.466 km² |       |
| Logan        | 083        | Guthrie       | 1890     | Unassigned Lands                                            | John A. Logan (1826–1886) – General des US-Heeres im Bürgerkrieg und später US-Senator von Illinois (1871–1877, 1879–1886)                                                             | 41.848         | 1.927 km² |       |
| Love         | 085        | Marietta      | 1907     | Land der Chickasaw                                          | Overton Love – ein Richter und bekannter Landbesitzer aus dem Volk der Chickasaw | 9.423          | 1.331 km² |       |
| Major        | 093        | Fairview      | 1907     | Woods County                                                | John C. Major – ein Mitglied der Verfassunggebenden Versammlung ("Constitutional Convention") von Oklahoma                                                                             | 7.527          | 2.473 km² |       |
| Marshall     | 095        | Madill        | 1907     | Land der Chickasaw                                          | Marshall – der Geburtsname der Mutter eines Mitglieds der Verfassunggebenden Versammlung ("Constitutional Convention") von Oklahoma                                                    | 15.840         | 961 km²   |       |
| Mayes        | 097        | Pryor         | 1907     | Land der Cherokee                                           | Samuel Houston Mayes (1845–1927) – Führer der Cherokee (1895–1899) | 41.259         | 1.697 km² |       |
| McClain      | 087        | Purcell       | 1907     | Land der Chickasaw                                          | Charles M. McClain – ein Mitglied der Verfassunggebenden Versammlung ("Constitutional Convention") von Oklahoma                                                                        | 34.506         | 1.478 km² |       |
| McCurtain    | 089        | Idabel        | 1907     | Land der Choctaw                                            | Die Familie McCurtain, eine bekannte Landbesitzerfamilie aus dem Volk der Choctaw | 33.151         | 4.792 km² |       |
| McIntosh     | 091        | Eufaula       | 1907     | Land der Muskogee                                           | Familie McIntosh – bekannte Landbesitzer aus dem Volk der Muskogee | 20.252         | 1.602 km² |       |
| Murray       | 099        | Sulphur       | 1907     | Land der Chickasaw                                          | William „Alfalfa Bill“ Murray (1869–1956) – Präsident der Verfassunggebenden Versammlung und Gouverneur von Oklahoma                                                                   | 13.488         | 1.079 km² |       |
| Muskogee     | 101        | Muskogee      | 1898     | Land der Muskogee                                           | Volk der Muskogee | 70.990         | 2.100 km² |       |
| Noble        | 103        | Perry         | 1893     | Cherokee Outlet                                             | John Willock Noble (1831–1912) – Innenminister der USA (1889–1893) | 11.561         | 1.896 km² |       |
| Nowata       | 105        | Nowata        | 1907     | Land der Cherokee                                           | Die Stadt Nowata | 10.536         | 1.465 km² |       |
| Okfuskee     | 107        | Okemah        | 1907     | Land der Muskogee                                           | alte Indianersiedlung in Alabama | 12.191         | 1.602 km² |       |
| Oklahoma     | 109        | Oklahoma City | 1890     | Unassigned Lands                                            | Wort aus der Choctaw-Sprache: okla (der Mensch) und humma (rot), also so viel wie Das Land des roten Mannes                                                                            | 718.633        | 1.836 km² |       |
| Okmulgee     | 111        | Okmulgee      | 1907     | Land der Muskogee                                           | indianisches Wort für sprudelndes Wasser | 40.069         | 1.806 km² |       |
| Osage        | 113        | Pawhuska      | 1907     | Reservation der Osage                                       | Indianervolk der Osage | 47.472         | 5.818 km² |       |
| Ottawa       | 115        | Miami         | 1907     | Land der Cherokee                                           | Indianervolk der Ottawa | 31.848         | 1.219 km² |       |
| Pawnee       | 117        | Pawnee        | 1893     | Land der Cherokee                                           | Indianervolk der Pawnee | 16.577         | 1.471 km² |       |
| Payne        | 119        | Stillwater    | 1890     | Unassigned Lands                                            | David L. Payne (1836–1884) – organisierte 1889 den ersten Oklahoma Land Run und wird deshalb auch Vater von Oklahoma genannt                                                           | 77.350         | 1.773 km² |       |
| Pittsburg    | 121        | McAlester     | 1907     | Land der Choctaw                                            | Pittsburgh, Pennsylvania, der Herkunftsort einiger der ersten weißen Siedler | 45.837         | 3.381 km² |       |
| Pontotoc     | 123        | Ada           | 1907     | Land der Chickasaw                                          | ein Wort aus der Sprache der Chickasaw | 37.492         | 1.866 km² |       |
| Pottawatomie | 125        | Shawnee       | 1891     | Originalcounty                                              | Volk der Potawatomi | 69.442         | 2.040 km² |       |
| Pushmataha   | 127        | Antlers       | 1907     | Land der Choctaw                                            | Pushmataha District, ein Teil des früheren Gebiets der Choctaw im damaligen Indianerterritorium                                                                                        | 11.572         | 3.615 km² |       |
| Roger Mills  | 129        | Cheyenne      | 1892     |                                                             | Roger Q. Mills (1832–1911) – US-Senator von Texas (1892–1899) | 3.647          | 2.956 km² |       |
| Rogers       | 131        | Claremore     | 1907     | Land der Cherokee                                           | Clement V. Rogers (1839–1911) – Richter aus dem Volk der Cherokee und Mitglied der Verfassunggebenden Versammlung ("Constitutional Convention") von Oklahoma und Vater von Will Rogers | 86.905         | 1.750 km² |       |
| Seminole     | 133        | Wewoka        | 1907     | Land der Seminolen                                          | Indianervolk der Seminolen | 25.482         | 1.639 km² |       |
| Sequoyah     | 135        | Sallisaw      | 1907     | Land der Cherokee                                           | Sequoyah (ca. 1770–1843) – Erfinder der Cherokee-Schrift | 42.391         | 1.744 km² |       |
| Stephens     | 137        | Duncan        | 1907     | Land der Comanche und der Chickasaw                         | John H. Stephens (1847–1924) – Mitglied des US-Repräsentantenhauses (1897–1917) | 45.048         | 2.254 km² |       |
| Texas        | 139        | Guymon        | 1907     | Beaver County und Oklahoma-Territorium                      | der benachbarte Bundesstaat Texas | 20.640         | 5.287 km² |       |
| Tillman      | 141        | Frederick     | 1907     | Land der Comanche                                           | Benjamin Tillman (1847–1918) – Gouverneur von South Carolina (1890–1894) und US-Senator (1895–1918)                                                                                    | 7.992          | 2.256 km² |       |
| Tulsa        | 143        | Tulsa         | 1905     | Land der Muskogee                                           | Die Stadt Tulsa, die nach der Muskogee-Siedlung Tulsey Town in Alabama benannt wurde                                                                                                   | 603.403        | 1.477 km² |       |
| Wagoner      | 145        | Wagoner       | 1908     | Land der Muskogee                                           | Bailey P. Waggoner – ein Anwalt der Missouri Pacific Railway Company | 73.085         | 1.454 km² |       |
| Washington   | 147        | Bartlesville  | 1897     | Land der Cherokee                                           | George Washington (1732–1799) – erster Präsident der USA (1789–1797) | 50.976         | 1.076 km² |       |
| Washita      | 149        | Cordell       | 1900     | Land der Cheyenne                                           | Washita River | 11.629         | 2.598 km² |       |
| Woods        | 151        | Alva          | 1893     | Cherokee Outlet                                             | Samuel Newitt Wood (1825–1891) – Abgeordneter in Kansas | 8.878          | 3.332 km² |       |
| Woodward     | 153        | Woodward      | 1893     | Cherokee Outlet                                             | B.W. Woodward – Direktor der Santa Fe Railroad | 20.081         | 3.218 km² |       |